# コソボ未来同盟
コソボ未来同盟（コソボみらいどうめい、アルバニア語:Aleanca për Ardhmërinë e Kosovës, AAK）は、2001年4月29日に結成されたコソボの政党である。コソボ将来同盟とも表記される。

## 党首
結党以来、コソボ解放軍の元指導者であるラムシュ・ハラディナイが党首を務めている。2004年12月、コソボ議会はハラディナイを首相に選出し、議会第1党のコソボ民主連盟（LDK）との連立政権を発足させた。2005年3月、ハラディナイは旧ユーゴスラビア国際戦犯法廷（ICTY）から37件の戦争犯罪の嫌疑で訴追を受けて首相を辞任し、法廷に出頭した。2008年4月3日、第一審では全ての嫌疑に関して有罪と認められず、ハラディナイはコソボに帰国し、すぐに党職に復した。
アフメト・イスフィ（Ahmet Isufi）、ナイム・マロク（Naim Maloku）、バイラム・コスミ（Bajram Kosumi）の3人が副党首の地位にある。党の事務総長はヨヌズ・サリハイ（Jonuz Salihaj）、書記はイブラヒム・セルマナイ（Ibrahim Selmanaj）である。

## 議会での活動
2007年11月17日に行われた2007年の総選挙では、9.6%の得票率を得て、コソボ議会で120議席中10議席を得て、5番目の政党となった。これは、2004年の総選挙（8.4%、en）、2001年の総選挙（7.8%、en）を上回る得票率であった。
コソボ未来同盟所属のコソボ議会議員は、議会幹部会議長のアドリヤン・ジニ（Ardian Gjini）、アフメト・イスフィ（Ahmet Isufi）、バイラム・コスミ（Bajram Kosumi）、ギユルナゼ・スュラ（Gjylnaze Syla）、イブラヒム・セルマナイ（Ibrahim Selmanaj）、ラシム・セルマナイ（Rasim Selmanaj）、ドニカ・カダイ（Donika Kadaj）、エトヘム・チェク（Ethem Ceku）、ズュルフィイェ・フンドジ（Zylfije Hundozi）、AAK議員会長のナイム・マロク（Naim Maloku）である。

## 地方選挙
2007年11月17日の2007年コソボ地方選挙では、AAKは西部の3自治体、ペヤ / ペーチ、ジャコヴァ / ジャコヴィツァ（Đakovica）、デチャン / デチャニ（Dečani）で与党となった。

## 政治的立場
コソボ未来同盟は、政治的には右よりの立場にある。
党旗は赤と黒、白から成っており、白は平和を、赤と黒はコソボの住民の90%を占めるアルバニア人をあらわしている。
党名の選定に関しては、ラムシュ・ハラディナイの2冊目の本に説明がなされている。従来のコソボの政党の頭文字が子音であったことから、より柔和で開放的な印象を与える母音の頭文字が選ばれた。「未来」の語は、コソボの歴史に根を下ろした古い共産主義からの脱却を目指すものである。そして、「同盟」の語は、コソボ紛争への関与によってコソボのアルバニア人の多くから支持されている北大西洋条約機構（NATO）を意識しており、また目的に向かって協調することを目指すものである。
コソボ未来同盟は、以下の政党が合同して結成されたものである。
- コソボ議会党（Partia Parlamentare e Kosovës、Parliamentary Party of Kosovo）
- コソボ市民同盟（Aleanca Qytetare e Kosovës、Civic Alliance of Kosovo）
- コソボ解放国民運動（Lëvizja Kombëtare për Çlirimin e Kosovës、National Movement for the Liberation of Kosovo）
- アルバニア人国民連合党（Partia e Unitetit Kombëtar Shqiptar、Party of Albanian National Union）
- アルバニア人キリスト教民主同盟（Unioni Shqiptare DemoKristiane、Albanian Union of Christian Democrats）